# Eburia cacapyra
Eburia cacapyra là một loài bọ cánh cứng trong họ Cerambycidae.